# Ленінське (Кальтовська сільська рада)
Ле́нінське (рос. Ленинское, башк. Ленинский) — присілок у складі Іглінського району Башкортостану, Росія. Входить до складу Кальтовської сільської ради.
Населення — 10 осіб (2010; 26 в 2002).
Національний склад:
- білоруси — 85 %